# Mont Ostra (Grand Balkan)
Pour l’article homonyme, voir Ostra (homonymie).
Le mont Ostra est un sommet situé dans la partie occidentale de la chaîne du Grand Balkan en Bulgarie. Il est considéré, de nos jours, comme marquant la limite nord-ouest de la Thrace[réf. souhaitée].